# Похвала лудости
Похвала лудости је једно од најзначајнијих дела ренесансе чији је аутор Еразмо Ротердамски. Написана је у шеснаестом веку, 1509. године. Прво светло дана Похвала лудости је видела 1511 и то у Паризу, где је одмах подвргнута нападима. То се дешава у славно време Коперника, Холбајна, Леонарда, Микеланђела, Дирера, Макијавелија, Мора и Лутера. 
У Еразмовој личности се преламају два велика догађаја светскоисторијских размера – Откриће Америке и реформација. Првоме Еразмо дугује интелектуално самопоуздање, а другоме је, иако је то порицао, припремио тло. 

## Основна идеја аутора
Главни задатак аутора, Еразма Ротердамског, био је да допре до правог и изворног значења Новог завета. Аутор је био свестан неопходности реформисања цркве и повратка правим хришћанским вредностима, и што је најважније, он ће бити неуморан у походу против необразованости и глупости, у чију се сврху, дакле да подучи, поправи и посаветује, послужио поругом, и то управо у Похвали Лудости. Опредељење за иронију и амбивалентни говор били су једини начин да дело које садржи реформаторске ставове избегне осуду и цензуру.
Еразмијанска идеологија тиче се проблема човека – да се хришћанство учини стварном садржином сваког човека. Еразмо је био противник одвајања хришћанства од свакодневног живота људи, и затварања његове садржине у елитне кругове црквене хијерархије, неразумљиву догматику и вештачке церемоније. Хтео је живо, једноставно и свеопште хришћанство, а борио се против «филозофије» и повлашћености редовничког живота. Религиозност која треба да буде жива и лична вера губи се у обредима и церемонијама, постовима и слично. Љубав је највиши закон коме све друго мора да буде подређено. Славна реченица је «субота је створена за човека, а не човек за суботу.

## Слојеви дела
Најупадљивији, и најповршинскији слој овог текста је сатира. То је критика постојећег друштва, који се налази под влашћу лудости духовно и друштвено. У друштвеном животу одувек су владале глупе легенде, зависти и ласкања, глупи ратови, а поступци великих вођа и политичара проистицали су из глупе заљубљености у славу. У духовном животу луди су граматичари, песници, говорници и писци, панегиричари, правници, филозофи и теолози, редовници и проповедници. Лудост влада и у Цркви, међу папама
Други слој под сатиром је трагика. Она настаје баш зато што је цео свет под лудошћу и сатира нема ефекта. Лудост почиње да разоткрива драматично ништавило најугледнијих људских институција – управљачких, образовних – и самог краља. Шекспир даје сценски израз Еразмове мисли – не стиди ли се лажни краљ својих украса, и не стрепи ли да ће неки подругљивац да налети и да га исмеје. То је еразмијанска трагикомедија. У њој папска власт, која представља Христову вољу, значи њено порицање. У свету у коме царска и папска власт не обављају свој посао јавља се трагедија – јер су стубови носачи живота људи изврнути.
Трећи слој Похвале лудости упућује на то да се не треба се узбуђивати зато што лудост влада светом – он због тога није неповратно несретан – а лудост нам, чак и ако јесте несретан даје илузију среће, тј. срећу. Лудост омогућава људима да не процењују све опасности, да живе, лакомислено, али весело. Мудрост ствара страх и као у Хамлету, отежава извршење дела. Лудост долази људима да их подржи, у незнању, лакомислености и забораву патњи.